# My Silver Lining (First Aid Kit sang)
"My Silver Lining" er en sang af den svenske folkeduo First Aid Kit fra deres tredje studiealbum Stay Gold (2014). Den er skrevet af Klara og Johanna Söderberg og blev produceret af Mike Mogis. Sangen blev udgivet som den første single fra albummet i 2014.
Den blev brugt på soundtracket til tv-serien Wanteds sæson 3, i episode 5 og som temaet til rulleteksterne under den femte og sidste episode af Telltale Games-serien Tales from the Borderlands.
sangen har også været brugt til tre tv-reklamer i Storbritannien for hhv. American Express, Mercedes Benz og Renault.

## Hitlister
| Hitliste (2014-16)                                | Højeste placering |
| ------------------------------------------------- | ----------------- |
| Australia (ARIA)                                  | 76                |
| Belgien (Ultratop 50 Flanderen)                   | 7                 |
| Belgien (Ultratip Wallonien)                      | 10                |
| Frankrig (SNEP)                                   | 19                |
| Holland (Single Top 100)                          | 50                |
| Sverige (Sverigetopplistan)                       | 38                |
| Schweiz (Schweizer Hitparade)                     | 38                |
| Storbritannien Download (Official Charts Company) | 100               |
| USA Adult Alternative Songs (Billboard)           | 22                |
| Hitliste (2019)                                   | Højeste placering |
| Skotland (Official Charts Company)                | 24                |

### Års-hitlister
| Hitliste (2016)             | Placering |
| --------------------------- | --------- |
| Belgium (Ultratop Flanders) | 50        |